# Oleg Georgijewitsch Gontscharenko
Oleg Georgijewitsch Gontscharenko (russisch Олег Георгиевич Гончаренко; * 18. August 1931 in Charkiw; † 16. Dezember 1986 in Moskau) war ein sowjetischer Eisschnellläufer.

## Werdegang
Gontscharenko wurde bereits bei seinem internationalen Debüt 1953 in Helsinki als erster Eisschnellläufer der Sowjetunion Mehrkampfweltmeister. 1954 und 1955 errang er jeweils die Silbermedaille, ehe er 1956 in Oslo seinen zweiten Titel gewinnen konnte. 1958 in Helsinki siegte er zum dritten und letzten Mal bei Weltmeisterschaften. In den Jahren 1957 und 1958 wurde er außerdem Europameister.
Bei den Olympischen Spielen 1956 in Cortina d’Ampezzo gewann Gontscharenko über 5000 und 10.000 Meter die Bronzemedaille.

## Persönliche Bestzeiten
| Strecke  | Zeit        | Datum            | Ort          |
| -------- | ----------- | ---------------- | ------------ |
| 500 m    | 42,2 s      | 4. Januar 1960   | Medeo        |
| 1500 m   | 2:11,6 min  | 28. Februar 1960 | Squaw Valley |
| 5000 m   | 7:57,5 min  | 29. Januar 1956  | Misurinasee  |
| 10.000 m | 16:36,4 min | 21. Januar 1956  | Davos        |